# Radiščevo
Radiščevo (in russo Радищево?; fino al 1918 Dvorjanskaja Tereška, Дворянская Те́решка) è un insediamento di tipo urbano della Russia europea, situato nell'oblast' di Ul'janovsk. È il centro amministrativo del rajon Radiščevskij.
Si trova 160 km (in linea d'aria) a sud di Ul'janovsk, sul fiume Tereška.